# Mangán(II)-klorid
A mangán(II)-klorid egy szervetlen vegyület. Halvány rózsaszínű, romboéderes szerkezetű kristályokat alkot. Jól oldódik vízben. Feloldódik etanolban és metanolban is, de éterben oldhatatlan. Létezik dihidrátja, tetrahidrátja és hexahidrátja is. A hexahidrát csak alacsony hőmérsékleten stabil, a legjellemzőbb a tetrahidrát. Ennek képlete MnCl2 · 4 H2O  A vizes oldatának keserű íze van. A kadmium-kloridéhoz hasonló szerkezetű rétegrácsot alkot.

## Kémiai tulajdonságai
Oxidációra és hidrolízisre hajlamos. Az oxidáció savas kémhatású oldatban csak nehezen játszódik le, de enyhén lúgos oldatban könnyen végbemegy. Ekkor az oxidáció mellett hidrolizál is, MnOOH képződik. Kettős sókat képez az alkálifémek kloridjaival, illetve az ammónium-kloriddal.

## Előfordulása
A természetben a ritka scacchit nevű ásványként található meg.

## Előállítása
A mangán(II)-klorid melléktermékként képződik, amikor sósavból barnakővel klórt fejlesztenek.
{\displaystyle \mathrm {MnO_{2}+4\ HCl\rightarrow MnCl_{2}+Cl_{2}+2\ H_{2}O} }
Mangán(II)-karbonát sósavban való oldásakor is keletkezik.
{\displaystyle \mathrm {MnCO_{3}+2\ HCl\rightarrow \ MnCl_{2}+CO_{2}+H_{2}O} }

## Felhasználása
Festékek készítésekor szárításra, fa pácolására, illetve a Leclanché-elemekben használják. Katalizátorként szolgál szerves vegyületek klórozásakor.